# Concurso de belleza de Keynes
El Concurso de Belleza es un ejemplo descrito en la obra Teoría general del empleo, el interés y el dinero (1936) de John Maynard Keynes. Incluido en  capítulo 12 de esta obra, dedicado a analizar las expectativas a largo plazo y el incentivo para la inversión, Keynes utiliza este ejemplo como metáfora para explicar el comportamiento y toma de decisiones  de inversión en el  mercado de valores.

## Descripción
El Concurso de Belleza que Keynes describe, consiste en la elección de las seis caras más bonitas de un centenar de fotos publicadas en un periódico de la época. El ganador que obtendrá el premio, sería aquel cuya elección se acerque más al promedio de las preferencias de todos los participantes del concurso. Los concursantes no deberán elegir, por tanto, los rostros que personalmente les parezcan más bonitos, sino los que consideren que resultarán más bonitos para el resto de concursantes. Como resultado de este concurso, tal como describe Keynes: "Hemos alcanzado el tercer grado en el que dedicamos nuestra inteligencia a anticipar lo que la opinión promedio espera que sea la opinión promedio". 

## Predicción del equilibrio de Nash
El Concurso de Belleza es un juego simultáneo en el que los participantes deben pensar en la estrategia que el resto de concursantes van a elegir para optimizar su elección, esta es la idea central  para conseguir el  Equilibrio de Nash , en el que cada jugador toma la mejor elección posible teniendo en cuenta la elección de los demás jugadores. 
Otros autores han  utilizado la idea de Keynes plasmada el Concurso de Belleza para predecir el equilibrio de Nash. Uno de estos autores es Colin F. Camerer, quien en su libro "Behavioral Game Theory" aborda el ejemplo Keynesiano e introduce un experimento de un juego simultáneo que conduce a un único equilibrio de Nash. 
El ejemplo de Camerer consiste en un juego simultáneo donde cada jugador debe elegir un número del intervalo [0,100]. El ganador será aquel que más se acerque a la media de las elecciones del resto de jugadores multiplicada por p (en su ejemplo p=0,7).  Al  igual que describe Keynes en el Concurso de Belleza, en este ejemplo, los jugadores no elegirán el primer número que se les ocurra sino que pensarán en el número que el resto de jugadores elegirá para tomar su decisión. Suponiendo que todos los jugadores eligen el máximo dentro del intervalo, es decir 100, la mejor estrategia sería elegir el 70% de 100, 70. Sin embargo, si tal y como exponía Keynes, pensamos que el resto de jugadores sabe la elección del resto de jugadores, tomarán la misma decisión y por tanto la media no sería 100, sino 70 y la mejor decisión sería el 70% de 70, es decir 49. Si damos continuidad ad infinitum a esta reflexión iterada, y alcanzamos el tercer, cuarto, quinto grado... concluimos que el único Equilibrio de Nash posible es 0. Ya que sería ésta la elección óptima con la ningún jugador pudiese mejorar en su elección. 
La teoría de Keynes basada en el pensamiento iterado que nos llevaría a un Equilibrio de Nash, tal y como se recoge en el ejemplo anterior, es sin embargo difícil de alcanzar según describen Colin F. Camerer y E. Fehr en su artículo "When does "Economic Man" Dominate Social Behavior?". En esta publicación, Camerer y Fehr, hacen referencia al exigente trabajo mental que supondría avanzar en el pensamiento iterado sin un entrenamiento previo, de forma que no sería tan sencillo llevarlo a la práctica. Además, ésta no sería la única dificultad para alcanzar el Equilibrio de Nash en este juego, ya que debemos tener también en cuenta el tipo de estrategia (sustitutivas o complementarias). En el caso del concurso de belleza se utilizan estrategias complementarias, en las que la decisión de cada jugador viene determinada por la de los demás jugadores, es decir, actúan en consecuencia a cómo actúan los demás, haciendo muy difícil alcanzar el equilibrio. En su artículo, Camerer y Fehr, detallan de manera pormenorizada las consecuencias y limitaciones que tiene seguir una estrategia complementaria frente a una sustitutiva (que supondría actuar de forma contraria al resto de jugadores alcanzando de forma más rápida y directa el Equilibrio de Nash). 
Si trasladamos el concepto de estrategia complementaria, al ejemplo detallado en la obra de Keynes, referido a las decisiones de inversión en el mercado bursátil, podemos ver que en un mercado regulado la decisión de un inversor vendrá condicionada, además de por dicha regulación, por la decisión de los demás inversores, de forma que seguiría claramente una estrategia complementaria donde la decisión de cada inversor dependerá de lo que hagan los demás inversores. Así, la decisión tomada por un inversor, con más información que el resto, no tendrá por qué suponer una ganancia asegurada y, por tanto, no nos llevará directamente al equilibrio.

## Resultados experimentales
El concepto introducido por Keynes en el Concurso de Belleza se puede utilizar en diversos ejemplos integrados en la Teoría de Juegos. En cualquier juego simultáneo donde los jugadores quieran obtener el resultado óptimo, tendrán que realizar una reflexión iterada para adelantarse a lo que los demás jugadores van a elegir. 
Keynes en su obra describe la elección de inversiones a largo plazo, en la que la elección óptima será la que tomen el resto de inversores ya que serán estos valores los que finalmente tengan un mayor rendimiento, y no los valores que personalmente se consideren  más atractivos.
Existen otros experimentos que ponen en práctica este concepto, como el llevado a cabo por National Public Radio's Planet Money: en este experimento se solicitó a los oyentes del programa que eligieran el vídeo que les parecía más adorable, de entre tres propuestos. Para tomar su decisión se dividieron los oyentes en dos grupos: el primero de ellos debía elegir el vídeo que personalmente les parecía más adorable y el segundo debía elegir el vídeo que consideraba que la mayoría de los oyentes elegiría como el más adorable.  Los resultados mostraron diferencias significativas entre ambos grupos ya que los miembros del segundo fueron capaces de apartar sus preferencias personales para elegir lo que consideraba que la mayoría elegiría, de forma que se obtenía un resultado acorde a la Teoría de Keynes.